# 조건호 (1935년)
조건호(趙健鎬, 1935년 12월 11일 ~ )는 대한민국의 공무원 출신 정치인이다. 민선 옹진군수를 역임했다.

## 학력
- 1954년 인천고등학교 졸업
- 1960년 고려대학교 정치외교학 학사
- 1988년 한국방송통신대학교 행정학 학사
- 1995년 국방대학교 대학원 행정학 석사

### 비학위 수료
- 1997년 인천대학교 행정대학원 고위정책관리자과정 수료

## 경력
- 부천군청 공보실장
- 여주군청 공보실장
- 경기도청 관광사무계장
- 경기도청 농촌진흥원 사무과장
- 내무부 지도담당관
- 경기도청 기획담당관
- 제24대 안성군수
- 인천직할시청 재무국장
- 인천직할시청 내무국장
- 경기도청 지방공무원교육위원회 위원장
- 경기도청 내무국장
- 제2대 평택시장
- 제6대 송탄시장
- 경기도청 기획관리실장
- 제5대 안산시장
- 제13대 부천시장
- 제34·35·36대 옹진군수
- 제7,8대 인천사회복지공동모금회장

## 역대 선거 결과
|  | 100.00% |

|  | 44.01% |

|  | 63.81% |